# أغروكوميرتش (شركة)
أغروكوميرتش هي شركة أغذية مقرها في فليكا كلادوشا في البوسنة والهرسك حيث كانت تمتد أنشطتها وعملياتها السابقة عبر منطقة يوغوسلافيا السابقة بأكملها. أصبحت الشركة معروفة دوليا في أواخر الثمانينيات بسبب فضيحة فساد عُرفت باسم فضيحة أغروكوميرتش. خلال حرب البوسنة والهرسك استخدم فكرت عبديتش الرئيس التنفيذي للشركة ثروته ونفوذه السياسي لإنشاء مقاطعة غرب البوسنة المستقلة وهي دولة غير معترف بها.

## النمو الأولي
تقع شركة أغروكوميرتش في منطقة فرضت في حصار اقتصادي من قبل الحزب الشيوعي اليوغوسلافي بعد الحرب العالمية الثانية مباشرة. في ذلك الوقت كانت الشركة عبارة عن مزرعة واحدة تقع على الحدود مع كرواتيا.
في السبعينيات بدأت شركة أغروكوميرتش عبر رئيسها الجديد فكرت عبديتش في النمو من خلال إقامة اتصالات مع المزارعين في المناطق المحيطة وبناء مزارع الدجاج وتوفير فرص عمل لآلاف العاطلين عن العمل في المنطقة الذين كانوا سيغادرون لولا ذلك.
بعد فترة وجيزة أصبحت شركة أغروكوميرتش الموضوع الرئيسي في جميع جوانب الحياة المحلية. مع التأثير الإيجابي على الموظفين والعملاء وكذلك من خلال استثماراتها الخاصة جعلت شركة أغروكوميرتش هذه المنطقة واحدة من أكثر المناطق تقدما في يوغوسلافيا. بفضل مواردها الخاصة قامت شركة أغروكوميرتش ببناء الطرق في أقصى أجزاء المنطقة ووفرت إمدادات المياه لكل منزل تقريبا في المنطقة واستثمرت في النظام المدرسي للحصول على موظفين متعلمين تعليما عاليا.
بحلول الثمانينيات كان لدى الشركة ملايين الدجاج وآلاف الديوك الرومية وآلاف الأرانب المستزرعة وإنتاج المايونيز وإنتاج الخمور وإنتاج الدجاج والديك الرومي والأرانب وإنتاج السلامي واللانشون وإنتاج الشوكولاتة وإنتاج الفطر والتخزين البارد والجاف. بوجود أكثر من 13000 موظف وشاحناتها الخاصة لتوزيع المنتجات وخدمة الحافلات للموظفين والعملاء وسمعة طيبة لجودة المنتجات في جميع أنحاء أوروبا وأكثر من ذلك تم اعتبار شركة أغروكوميرتش شركة ناجحة وعملاق تصنيع المواد الغذائية.

## فضيحة أغروكوميرتش
أصبحت فضيحة أغروكوميرتش علنية في أغسطس 1987 بعد مقال نُشر في 15 أغسطس 1987 في صحيفة بوربا ومقرها بلغراد اتُهمت فيه الشركة بإصدار سندات إذنية بدون تغطية. أصدر المجلس التنفيذي لجمهورية البوسنة والهرسك الاشتراكية أيضا مذكرة بخصوص الفضيحة. وسرعان ما انطلقت حملة إعلامية ضد فكرت عبديتش والأخوين حمدجة وحكيجة بوزديراك الذين اتهموا بالرعاية السياسية لعبديتش واعتبروا الجناة الرئيسيين في دخول عبديتش إلى النظام المالي.
عقدت رئاسة اللجنة المركزية لللحزب الشيوعي في البوسنة والهرسك جلسة مطولة في 31 أغسطس 1987 لمناقشة المخالفات التجارية في شركة أغروكوميرتش. حتى في أبريل طلبت رئاسة اللجنة المركزية في البوسنة والهرسك من المؤسسات الجمهورية التحقق من الوضع الحقيقي داخل شركة أغروكوميرك. تم تقديم هذا الطلب إلى المؤسسات الجمهورية بعد أن حذرت أمانة الجمهورية للشؤون الداخلية من انتشار ظاهرة المخالفات التجارية وسوء الاستخدام والرشوة والفساد والاستخدام غير الملائم للأموال. طلبت رئاسة اللجنة المركزية من المنظمات الحزبية في فليكا كلادوشا وكازين الامتناع عن الأعمال غير القانونية وتحليل الوضع الكامل. ومع ذلك نظرا لعدم تعاون الهياكل التجارية لشركة أغروكوميرتش ورفض تقديم المعلومات شكل المجلس التنفيذي لجمعية جمهورية البوسنة والهرسك مجموعة خاصة من أجل التحقيق في الوضع الاقتصادي والمالي لشركة أغروكوميرتش.
صدم اكتشاف المجموعة الخاصة الجمهور اليوغوسلافي بأكمله. أشارت اللجنة المركزية للحزب الشيوعي في البوسنة والهرسك إلى أنشطة الأجهزة التجارية في شركة أغروكوميرتش باعتبارها «مناهضة للإدارة الذاتية» و «تكنوقراطية» وطالبت بطرد فكرت عبديتش من اللجنة المركزية وإقالته من المجلس الاتحادي لبرلمان يوغوسلافيا وإقالته من منصب رئيس لجنة الأعمال لشركة أغروكوميرتش. طلبت السلطات التشكيك في مسؤوليات الشيوعيين في الاضطهاد العام للجمهورية ودائرة المحاسبة الحكومية وبنك الشعب وبنك الأعمال بنك ساراييفو المتحد لأنهم أظهروا عدم وجود مبادرة في اكتشاف المخالفات وحماية الشرعية وممتلكات الدولة.

## في الحرب
عندما اندلعت الحرب في التسعينيات أنشأ عبديتش مقاطعة غرب البوسنة المستقلة وهي كيان مستقل بحكم الواقع كان موجودا في الركن الشمالي الغربي من جمهورية البوسنة والهرسك بين عامي 1993 و 1995. كانت شركة أغروكوميرتش حجر الزاوية لاقتصادها.

## بعد الحرب
تم إغلاق الشركة الأصلية بعد الحرب ولكن أعيد تأسيسها باسم أغروكوميرتش فليكا كلادوشا من قبل عمال سابقين في عام 1999 بالتعاون مع شركة غادجو كوميرتش التي تتخذ من سراييفو مقرا لها والتي تخصصت في إنتاج بسكويت ماركة توبس. على الرغم من أن الشركة قامت بتصدير منتجاتها إلى الولايات المتحدة وأستراليا وكندا إلا أنها عانت ماليا وتم وضعها لاحقا تحت سيطرة الدولة. تم بيع شركة أغروكوميرتش بالمزاد العلني من قبل الدولة في عام 2014 لكنها أبلغت عن مشاكل في جذب المشترين.
في عام 2017 أفيد أن الشركة قد استحوذت عليها أيه سي للأغذية وهي شركة تابعة لمجموعة مجموعة أيه إس للأغذية والمنسوجات ومقرها سراييفو وتعافت ماليا واستمرت في إنتاج البسكويت والشوكولاتة ومنتجات الحلويات الأخرى مع خطط لإنتاج اللحوم والدواجن والبيض من 2018. تم الكشف مؤخرا عن منتجات أخرى مثل دهن البندق مازا وشوكولاتة كريميبان.